# Папуа Нова Гвінея на літніх Олімпійських іграх 2020
Папуа Нову Гвінею на літніх Олімпійських іграх 2020 представляли вісім спортсменів у п'яти видах спорту.